# Dynastie Lý
Dynastie Lý (vietnamsky nhà Lý, hán nôm: 家李), též někdy Pozdní dynastie Lý, byla vládnoucí dynastie vietnamského království známého jako Đại Cồ Việt, později Đại Việt. Dynastie vládla od roku 1009 do roku 1225, během její vlády byla stabilizována státní moc, která se opírala o buddhismus, který se během její vlády provázal se státní mocí.

## První vládci
Dynastie Ly se k moci dostala díky konspiraci mnicha Vạn Hạnha a ministra Dao Cam Mocea. Vláda posledního krále Dynastie Le Long Dinhu byla velmi krutá a vyvolala řadu povstání, čímž destabilizovala celkovou státní moc. Tento vládce byl navíc bezdětný, proto po jeho smrti v roce 1009 dynastie Le vymřela. Na trůn byl dosazen zakladatel dynastie Ly - Ly Cong Uan. Ly Cong Uan byl korunován jako Ly Thai To tzn. Zakladatel (dynastie) Ly, po svém nástupu, podle legend, nechal spálit mučící nástroje, vyhlásil amnestii. Dále reorganizoval státní správu a výběr daní, přesunul hlavní město do Hanoje , která se přejmenovala na Thang Long. Po celou svou vládu podporoval buddhismus. Jelikož jeho reformy byly úspěšné a odvody z daní se výrazně zvýšily, mohl být budován systém kanálů a silná armáda. Díky této úspěšné politice uznala čínská dynastie Sung vietnamskou dynastii Ly, tím si Vietnam relativně zajistil čínskou hranici a mohl zahájit tzn. "pochod na jih", což označuje snahu ovládnout Čampu, která se počátkem 11. století nacházela v krizi. V této válce zaznamenal Vietnam několik značných úspěchů, navíc se Čampě nepodařilo spojit se s Čínou a spojení s khmerským panovníkem Súrjavarmanem I. z roku 1030 nepřineslo žádné výsledky.
V roce 1028 zemřel král Ly Thai To zemřel, poté vypukla krátká válka o vládu mezi jeho syny, po níž se vládcem stal Ly Thai Tong, který se pokusil zabránit nepokojům tím, že nařídil, že každý šlechtic musel každoročně obnovovat slib věrnosti. Dále zavedl nový zákoník nazvaný Hinh thu, který zavedl systém daňových úlev pro chudé a zakázal prodej dětí do otroctví. Hospodářsky pokračoval v politice svého otce, což vedlo k dalšímu růstu prosperity. Roku 1040 zaútočil na Čampu a získal tři pohraniční provincie. Po jeho smrti v roce 1054 se novým vládcem stal Ly Thang Thong.

## Období vrcholné moci
Toto období lze charakterizovat jako období v němž nastal téměř všestranný rozvoj Vietnamu, který postupně vedl k omezení moci sanghy a částečným rozvojem konfuciánství. Buddhismus v průběhu 11. století dosáhl ve Vietnamu obrovské moci, která byla spojena i s mocí hospodářskou a ta byla jednotlivci často zneužívána. Ve vzdělaných vrstvách se takto prosadilo konfuciánství, ale ostatní obyvatelstvo přijímalo spíše buddhismus. Vietnamským vládcům se tento stav dařilo zvládat a po celou dobu vlády dynastie Lý nedošlo k vážnějším konfliktům.
Ly Thang Thong nejprve modernizoval armádu, do níž zavedl katapult, roku 1070 založil chrám literatury (Van Mieu), což byla první vietnamská univerzita. Tato univerzita byla zasvěcena Konfuciovi, tento krok výrazně posílil příklon inteligence ke konfuciánství. Jedna z jeho manželek - Y Lan je v rámci vietnamského buddhismu považována za patronku mnichů Ly Thang Thong zemřel v roce 1072 a jeho nástupcem se stal jeho syn Ly Nhan Thong, protože byl však nezletilý, vládl zpočátku společně s nejvyšším kancléřem, který mu napomohl stát se schopným vládcem. Pod vlivem kancléře byly již v roce 1075 vyhlášeny první tzv. úřednické zkoušky, které měly rozřadit úředníky podle schopností.

## Konec vlády
Konci dynatie Lý předcházela krize spojená se skutečností, že poslední král této dynastie - Lý Huệ Tông pravděpodobně duševně onemocněl a prakticky veškerou moc přenechal Trần Thủ Độ, který ho v roce 1224 donutil stát se buddhistickým mnichem. Osmiletá dcera Lý Huệ Tônga jménem Lý Chiêu Hoàng byla provdána za synovce Trần Thủ Độa jménem Trần Cảnh. Již v roce 1225 byla donucena abdikovat ve prospěch svého manžela, čímž započala vláda dynastie Trần. Po převzetí moci docházelo k pronásledování příslušníků dynastie Lý, ale systém jejich vlády zůstal zachován.